# بیل چارلتون
بیل چارلتون (انگلیسی: Bill Charlton; ۴ ژانویهٔ ۱۹۱۲ – ۱۹۹۸ (۸۵−۸۶ سال)) بازیکن فوتبال اهل بریتانیا بود.
از باشگاه‌هایی که در آن بازی کرده‌است می‌توان به باشگاه فوتبال کویینز پارک رنجرز، باشگاه فوتبال فولام، باشگاه فوتبال هال سیتی، باشگاه فوتبال ساوت‌همپتون، باشگاه فوتبال کورینتیان، باشگاه فوتبال ویمبلدون، و باشگاه فوتبال بارنت اشاره کرد.
وی همچنین در تیم ملی فوتبال England amateurs بازی کرده‌است.